# Лахен (Баварія)
Лахен (нім. Lachen) — громада в Німеччині, знаходиться в землі Баварія. Підпорядковується адміністративному округу Швабія. Входить до складу району Унтеральгой. Складова частина об'єднання громад Меммінгерберг.
Площа — 13,34 км2. Населення становить 1692 ос. (станом на 31 грудня 2020).

## Галерея

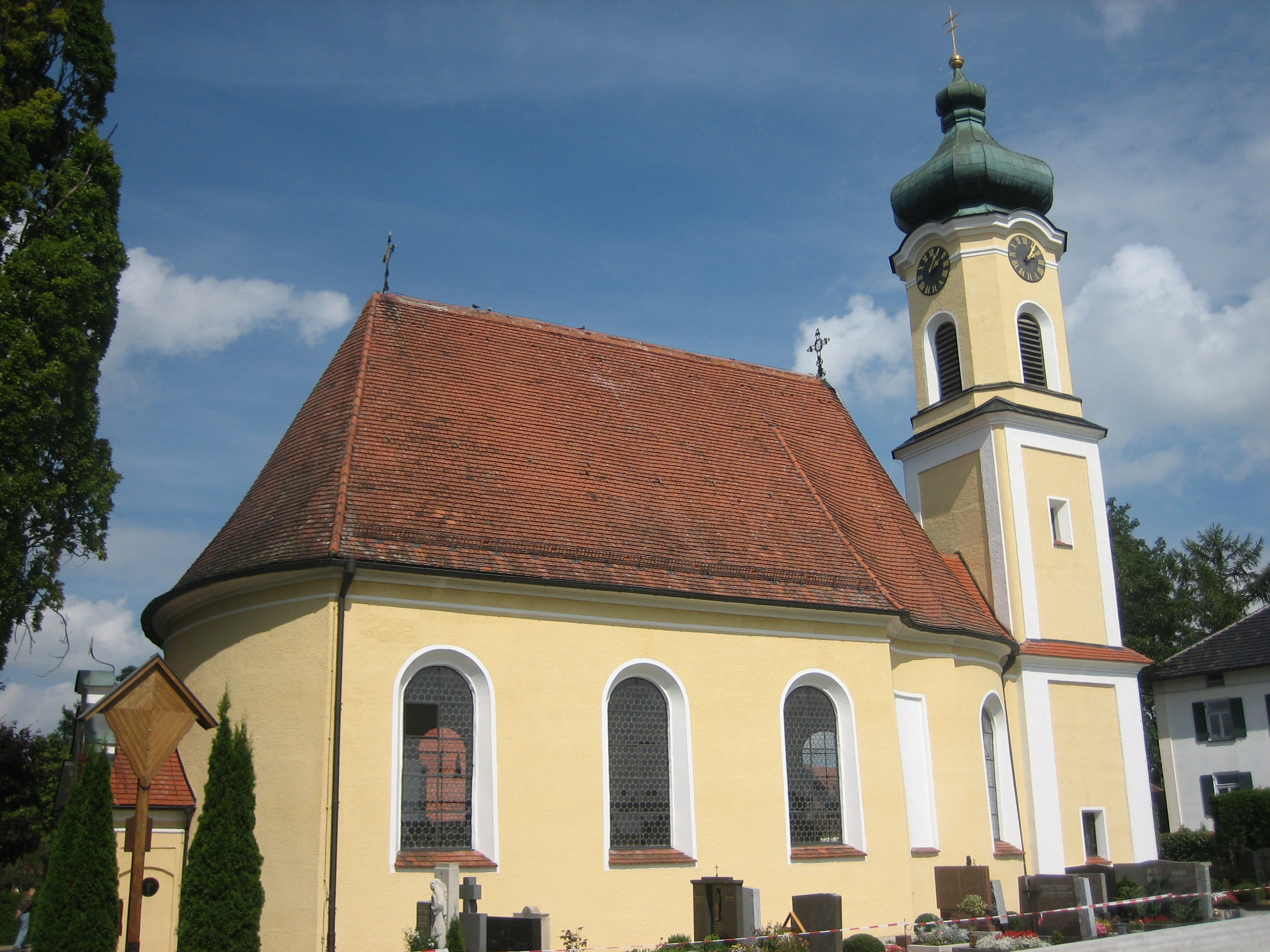